# San Cristóbal de Entreviñas (Avilés)
San Cristóbal de Entreviñas (en asturiano: San Cristoba y oficialmente San Cristoba / San Cristóbal de Entreviñas) es una parroquia del concejo asturiano de Avilés, en España.
En sus 4,02 km² habitan un total de 1.848 personas (2011).
Por la parroquia cruza un ramal del Camino de Santiago.

## Entidades de población
Localidades que forman parte de la parroquia:
- La Atalaya (La Talaya)
- Atrás (La Calle d'Atrás)
- Bastián (En Ca Bastián)
- La Cabianca
- Caleyo (El Caleyo)
- Caliero (El Caliero)
- El Campo
- Campo Conde (El Campo'l Conde)
- La Cuesta
- El Cueto
- La Folleca
- La Fuente (Ca'l Conde)
- La Garita
- Gaxín
- Los Llaos
- El Montán
- Quintana Dionisio (La Quintana Dionisio)
- El Rey (En Ca'l Rei)
- La Sablera
- So la Iglesia (Solaiglesia)
- Valdredo (Valdredo/Valdreo)
- Valgranda

## Webgrafía
1. ↑  Worldpostalcodes.org, código postal n.º 33403.
2. 1 2  «Determinación de los topónimos oficiales del concejo de Avilés». Consultado el 20 de agosto de 2021.